# Edson Duarte
Edson Gonçalves Duarte (Juazeiro, 2 de noviembre de 1965) es un pedagogo, ambientalista y político brasileño. Afiliado al Partido Verde, se desempeñó como ministro de medio ambiente en Brasil, integrando el gobierno de Michel Temer.

## Biografía
Es técnico en agropecuaria de la Escuela Agrotécnica de Juazeiro y pedagogo de la Universidad Católica del Salvador. Comenzó su carrera pública como jefe de administración y desarrollo rural del ayuntamiento de Juazeiro entre 1989 y 1990.
Entre 1993 y 1996 fue concejal de Juazeiro, y posteriormente fue diputado del estado de Bahía por dos períodos, desde 1996 hasta 2003. Ese año es elegido miembro de la Cámara de Diputados de Brasil, desempeñándose también por dos períodos hasta 2011. En la Cámara de Diputados, fue relator del grupo de trabajo sobre amianto, relator del proyecto de ley que instituyó la política nacional de protección de la mata atlántica, coordinador del grupo de trabajo que creó el programa de combate a la desertificación y mitigación de los efectos de la sequía, relator del proyecto que instituyó la política nacional de agricultura orgánica, además de ser autor de diversos proyectos de ley sobre animales, medio ambiente, comunicación, derechos humanos y desarrollo sostenible.
Ha sido miembro de la dirección ejecutiva nacional y vicepresidente nacional del Partido Verde. También lideró la bancada del partido en la Cámara de Diputados.
El 23 de marzo de 2018 fue nombrado secretario ejecutivo del ministerio de medio ambiente en Brasil, ocupando el segundo lugar en la estructura ministerial bajo Sarney Filho, reemplazándolo al frente de la cartera ministerial unos días más tarde, el 10 de abril por la decisión de Sarney de renunciar para dedicarse a su campaña a diputado nacional. En octubre de 2018 reclamó ante la intención del entonces presidente Jair Bolsonaro de fusionar los ministerios de agricultura y medio ambiente.
Desde 2019 está a cargo del Instituto Brasília Ambiental del gobierno del Distrito Federal, siendo designado por el gobernador Ibaneis Rocha.

## Condecoraciones
- Brasil: Gran oficial de la Orden de Río Branco.[14]